# Bielawska Placówka Muzealna w Bielawie
Bielawska Placówka Muzealna w Bielawie – muzeum położone w Bielawie. Placówka jest miejską jednostka organizacyjną i działa w ramach bielawskiej Miejskiej Biblioteki Publicznej.
Placówka powstała w 2009 roku. Jej siedzibą był budynek dawnych zakładów „Bielbaw” przy ul. Piastowskiej 19. Większość jej eksponatów pochodzi z darowizn mieszkańców miasta. Pod koniec 2011 roku, w związku z powstaniem Dolnośląskiego Inkubatora Art-Przedsiębiorczości, siedzibę muzeum przeniesiono do budynku przy ul. Piastowskiej 19b. 
Na muzealne zbiory składają się głównie przedmioty związane z historią miasta, począwszy od XIX wieku. W ramach ekspozycji zrekonstruowano dawną izbę mieszkalną oraz klasę szkolną. Ponadto eksponowane są: wyposażenie dawnej apteki, pamiątki związane z bielawskim przemysłem włókienniczym, organizacjami turystycznymi i sportowymi, handlem i rzemiosłem, dawne wydawnictwa, sztuka ludowa oraz militaria.